# Église Saints-Pierre-et-Paul de Vétraz-Monthoux
Pour les articles homonymes, voir Église Saints-Pierre-et-Paul.
L'église Saints-Pierre-et-Paul est une église catholique française, située dans le département de la Haute-Savoie, dans la commune de Vétraz-Monthoux.
L'église est installée à Vétraz, tandis que l'église de Monthoux est dédiée à la Nativité de Notre-Dame.

## Historique
La paroisse de Vétraz semble ancienne et dépendait du chapitre de la cathédrale de Genève. L'église était dédiée à saint Pierre et saint Paul.
Monthoux, siège d'une puissante seigneurie et d'un château, possédait une chapelle qui jouait le rôle d'église, au détriment de Vétraz. La paroisse Notre Dame de Monthoux est attestée en 1465 avec la donation pour la construction d'une église sur les ruines du château. En 1792, l'église est mise à sac et le clocher est détruit.
Lors de la réunion des deux paroisses lors du Concordat de 1801, l'édification d'une nouvelle église est lancée. Elle sera reconstruite sur l'emplacement de l'église primitive entre mai 1826 à mai 1828. Elle est consacrée en 1828 par l'évêque d'Annecy, Mgr de Thiollaz.

## Pèlerinage
Au Moyen Âge, avant le XVIe siècle, la paroisse, qui possède des reliques, est le lieu d'un pèlerinage en faveur de saint Albin ou Aubin, censé pouvoir guérir les enfants rachitiques ou infirmes. Il s'effectuait dans une chapelle située hors de l'église, et rayonnait dans toute la partie nord des Alpes.